# Harrow (Fernsehserie)
Harrow ist eine australische Mystery-Krimi-Dramaserie mit Ioan Gruffudd in der titelgebenden Hauptrolle des forensischen Pathologen Dr. Daniel Harrow. Sie wurde erstmals am 9. März 2018 auf dem australischen Fernsehsender ABC ausgestrahlt.
Im Oktober 2019 wurde die Serie um eine dritte Staffel verlängert, deren Ausstrahlung aufgrund der Auswirkungen der COVID-19-Pandemie in Australien auf die Dreharbeiten erst ab dem 7. Februar 2021 stattfand.

## Inhalt
Dr. Daniel Harrow ist ein angesehener forensischer Pathologe und leitender Gerichtsmediziner am Queensland Institute of Forensic Medicine (QIFM). Da er wenig Respekt vor Autoritäten aber dafür umso mehr Empathie für die Todesopfer zeigt, trägt er zur Aufklärung schwieriger Fälle bei. Dabei begleitet er die Kriminalbeamtin Soroya Dass, zu der er im Laufe der ersten Staffel Gefühle entwickelt. Daneben versucht Harrow, ein Geheimnis aus seiner Vergangenheit zu verschleiern, das nach einem Leichenfund ans Licht zu kommen droht.

## Besetzung und Synchronisation
Die deutsche Synchronisation entsteht unter der Regie von Bernhard Völger nach dem Dialogbuch von ihm und Sabine Völger durch die Synchronfirma SDI Media Germany GmbH in Berlin.
| Rollenname         | Schauspieler        | Staffeln | Rollenbeschreibung                                                    | Synchronsprecher  |
| ------------------ | ------------------- | -------- | --------------------------------------------------------------------- | ----------------- |
| Dr. Daniel Harrow  | Ioan Gruffudd       | 1–       | leitender Gerichtsmediziner beim QIFM, forensischer Pathologe         | Sascha Rotermund  |
| Soroya Dass        | Mirrah Foulkes      | 1        | Sergeant, Kriminalbeamtin bei der Polizei Queensland                  | Nicole Hannak     |
| Simon Van Reyk     | Remy Hii            | 1–2      | forensischer Pathologe beim QIFM, Harrows Assistent                   | Till Völger       |
| Stephanie Tolson   | Anna Lise Phillips  | 1–       | Daniel Harrows Ex-Frau                                                | Antje von der Ahe |
| Dr. Lyle Fairley   | Darren Gilshenan    | 1–       | forensischer Pathologe beim QIFM                                      | Lutz Mackensy     |
| Bryan Nichols      | Damien Garvey       | 1–       | Senior Sergeant, leitender Kriminalbeamter bei der Polizei Queensland | Ronald Nitschke   |
| Fern Harrow        | Ella Newton         | 1–       | Daniel Harrows und Stephanie Tolsons Tochter                          | Maria Hönig       |
| Callan Prowd       | Hunter Page-Lochard | 1–       | Fern Harrows Freund                                                   | Patrick Baehr     |
| Dr. Maxine Pavich  | Robyn Malcolm       | 1–       | Direktorin des QIFM                                                   | Peggy Sander      |
| Jack Twine         | Tony Barry          | 1        | Daniel Harrows Mentor                                                 | Jürgen Kluckert   |
| Dr. Grace Molyneux | Jolene Anderson     | 2–       | Gerichtsmedizinerin beim QIFM                                         | Bianca Krahl      |
| Edwina Gharam      | Faustina Agolley    | 3–       | forensische Pathologin beim QIFM, Harrows Assistentin                 |                   |

## Produktion und Ausstrahlung
Im April 2017 wurde die Partnerschaft zwischen der US-amerikanischen ABC Studios International und der australischen Hoodlum Entertainment für die Produktion der neuen Dramaserie Harrow bekannt. Die Idee zur Serie stammt von den Produzenten Stephen M. Irwin und Leigh McGrath. Im Juli 2017 wurde die Besetzung der titelgebenden Hauptrolle durch Ioan Gruffudd bekannt. Die Dreharbeiten fanden in Brisbane statt. Für das Gebäude der Gerichtsmedizin wurde das denkmalgeschützte Brisbane Dental Hospital and College genutzt. Die Erstausstrahlung der ersten Staffel fand freitags ab dem 9. März 2018 beim australischen Fernsehsender ABC statt. Während im Mai 2018 die Serie um eine zweite Staffel verlängert und ab September 2018 gedreht wurde, fand dessen Erstausstrahlung sonntags ab dem 12. Mai 2019 bei ABC statt. Im Oktober 2019 wurde die Serie um eine dritte Staffel verlängert. Die Dreharbeiten zur dritten Staffel begannen einen Monat später, mussten jedoch aufgrund der COVID-19-Pandemie in Australien frühzeitig gestoppt werden. Im August 2020 wurden die Dreharbeiten fortgesetzt. Die Erstausstrahlung der dritten Staffel fand schließlich vom 7. Februar bis zum 11. April 2021 statt und somit nicht wie zuvor geplant im Herbst 2020.
Die deutschsprachige Erstveröffentlichung der ersten Staffel fand am 16. Oktober 2020 gleichzeitig bei den Subscription-Video-on-Demand-Anbietern Joyn, Prime Video, Sky Go, Sky Ticket und TVNOW statt.

## Rezeption
Die Serie wurde bei den Logie Awards 2018 in der Kategorie Most Outstanding Drama Series, bei den Australian Screen Sound Guild Awards 2019 in der Kategorie Best Sound for a Drama or Comedy (Over 30 minutes) sowie bei den  Australian Directors Guild Awards 2019 in der Kategorie Best Direction in a TV or SVOD Drama Series nominiert.